# Cynthia MacGregor
Pour les articles homonymes, voir MacGregor.
Ne pas confondre avec Cammy MacGregor, sa sœur cadette également joueuse de tennis.
Cynthia « Cinny » MacGregor, née le 26 mars 1964 et morte le 13 février 1996, est une joueuse de tennis américaine. Elle a joué de 1986 à 1991.
Elle a été cinq fois All-America lorsqu'elle représentait les Aztecs de San Diego entre 1983 et 1986.
En 1988, elle a joué le 2e tour à l'Open d'Australie (battue par Claudia Porwik), sa meilleure performance en simple dans une épreuve du Grand Chelem. En double, elle est quart de finaliste au même endroit en 1990. Elle a atteint le 50e rang mondial de la spécialité le 11 avril 1988.
Cynthia MacGregor a remporté un tournoi WTA en double dames au cours de sa carrière, associée à sa sœur aînée, Cammy.
Après avoir lutté contre une anorexie mentale, Cynthia MacGregor meurt des suites de cette même maladie, le 13 février 1996 à l'âge de 31 ans.

## Palmarès

### Titre en double dames
| No | Date       | Nom et lieu du tournoi                    | Catégorie | Dotation | Surface         | Partenaire      | Finalistes                 | Score         |          |
| -- | ---------- | ----------------------------------------- | --------- | -------- | --------------- | --------------- | -------------------------- | ------------- | -------- |
| 1  | 20/04/1987 | Taipei International Championships Taïwan |           | 50 000 $ | Moquette (int.) | Cammy MacGregor | Sandy Collins Sharon Walsh | 7-6, 5-7, 6-4 | Parcours |

### Finales en double dames
| No | Date       | Nom et lieu du tournoi | Catégorie | Dotation  | Surface      | Vainqueures                     | Partenaire      | Score    |          |
| -- | ---------- | ---------------------- | --------- | --------- | ------------ | ------------------------------- | --------------- | -------- | -------- |
| 1  | 12/10/1987 | Honda Classic San Juan |           | 75 000 $  | Dur (ext.)   | Lise Gregory Ronni Reis         | Cammy MacGregor | 7-5, 7-5 | Parcours |
| 2  | 25/01/1988 | Nutri-Metics Auckland  | Tier V    | 50 000 $  | Dur (ext.)   | Patty Fendick Jill Hetherington | Cammy MacGregor | 6-2, 6-1 | Parcours |
| 3  | 28/03/1988 | Eckerd Open Tampa      | Tier IV   | 200 000 $ | Terre (ext.) | Terry Phelps Raffaella Reggi    | Cammy MacGregor | 6-2, 6-4 | Parcours |

## Parcours en Grand Chelem

### En simple dames
| Année | Open d'Australie | Open d'Australie | Internationaux de France | Internationaux de France | Wimbledon | Wimbledon | US Open | US Open |
| 1988  | 2e tour (1/32)   | Claudia Porwik   | -                        | -                        | -         | -         | -       | -       |

À droite du résultat, l’ultime adversaire.

### En double dames
| Année | Open d'Australie (janvier)   | Open d'Australie (janvier)  | Internationaux de France     | Internationaux de France | Wimbledon                    | Wimbledon                  | US Open                       | US Open                     | Open d'Australie (décembre) | Open d'Australie (décembre) |
| ----- | ---------------------------- | --------------------------- | ---------------------------- | ------------------------ | ---------------------------- | -------------------------- | ----------------------------- | --------------------------- | --------------------------- | --------------------------- |
| 1984  | n/a                          | n/a                         | -                            | -                        | -                            | -                          | 2e tour (1/16) Linda Gates    | Kathy Jordan E. Sayers      | -                           | -                           |
| 1985  | n/a                          | n/a                         | -                            | -                        | -                            | -                          | 1er tour (1/32) J. Richardson | Navrátilová Pam Shriver     | -                           | -                           |
| 1986  | n/a                          | n/a                         | -                            | -                        | 1er tour (1/32) C. MacGregor | Patty Fendick Hetherington | 1er tour (1/32) C. MacGregor  | C. Bassett B. Gadusek       | n/a                         | n/a                         |
| 1987  | 1er tour (1/16) C. MacGregor | Jo Durie Anne Hobbs         | -                            | -                        | 2e tour (1/16) C. MacGregor  | Bettina Bunge G. Fernández | 2e tour (1/16) C. MacGregor   | Jana Novotná C. Suire       | n/a                         | n/a                         |
| 1988  | 1er tour (1/32) C. MacGregor | B. Schultz H. Ter Riet      | -                            | -                        | 1er tour (1/32) C. MacGregor | Jo Durie Sharon Walsh      | 3e tour (1/8) C. MacGregor    | G. Fernández Robin White    | n/a                         | n/a                         |
| 1989  | 2e tour (1/16) C. MacGregor  | Katrina Adams Zina Garrison | -                            | -                        | 1er tour (1/32) C. MacGregor | E. Smylie W. Turnbull      | -                             | -                           | n/a                         | n/a                         |
| 1990  | 1/4 de finale C. MacGregor   | Jana Novotná Helena Suková  | 1er tour (1/32) C. MacGregor | B. Nagelsen Monica Seles | 1er tour (1/32) C. MacGregor | A. Dechaume N. Herreman    | 1er tour (1/32) M. Werdel     | Patty Fendick Zina Garrison | n/a                         | n/a                         |

Sous le résultat, la partenaire ; à droite, l’ultime équipe adverse.

### En double mixte
| Année | Open d'Australie           | Open d'Australie          | Internationaux de France    | Internationaux de France  | Wimbledon                    | Wimbledon                 | US Open | US Open |
| ----- | -------------------------- | ------------------------- | --------------------------- | ------------------------- | ---------------------------- | ------------------------- | ------- | ------- |
| 1987  | 1er tour (1/16) John Letts | Navrátilová Paul Annacone | -                           | -                         | -                            | -                         | -       | -       |
| 1989  | -                          | -                         | -                           | -                         | 1er tour (1/32) Bruce Man    | M. Jaggard B. Dyke        | -       | -       |
| 1990  | -                          | -                         | 1er tour (1/32) A. Gonzalez | N. Herreman T. Benhabiles | -                            | -                         | -       | -       |
| 1991  | -                          | -                         | -                           | -                         | 1er tour (1/32) R. Van't Hof | K. Kschwendt Sven Salumaa | -       | -       |
| 1992  | -                          | -                         | -                           | -                         | 2e tour (1/16) B. Dyke       | L. Neiland Cyril Suk      | -       | -       |
| 1993  | -                          | -                         | -                           | -                         | 1er tour (1/32) T. Kronemann | Navrátilová M. Woodforde  | -       | -       |

Sous le résultat, le partenaire ; à droite, l’ultime équipe adverse.

## Classements WTA en fin de saison

### En simple
| Année | 1986 | 1987 | 1988 | 1989 |
| Rang  | 378  | 191  | 221  | 618  |

Source : (en) « Classements de Cynthia MacGregor », sur le site officiel du WTA Tour

### En double
| Année | 1986 | 1987 | 1988 | 1989 |
| Rang  | 73   | 77   | 69   | 73   |

Source : (en) « Classements de Cynthia MacGregor », sur le site officiel du WTA Tour